# 旧小樽倉庫
旧小樽倉庫（きゅうおたるそうこ）は、北海道小樽市の小樽運河沿いにある木造倉庫跡。1985年（昭和60年）に小樽市指定歴史的建造物（第13号）に指定されている。小樽市は北前船交易の要所であり、旧小樽倉庫はその象徴的存在である。
文化庁の日本遺産に認定された北前船寄港地・船主集落（2017年認定）、「北海道の『心臓』と呼ばれたまち・小樽」（2025年認定）の構成文化財の一部である。

## 歴史
・1890年（明治23年）～1894年（明治27年）小樽倉庫建築。1890年に1棟が竣工し、1896年に事務所や他の倉庫と荷捌き所が完成。㈱小樽倉庫として使用。
・1982年昭和57年12月　㈱小樽倉庫が現社屋（小樽市港町5番3号）に移転。
・1983年昭和58年３月　旧小樽倉庫を小樽市が２億2,900万円で取得。
・1985年（昭和60年）7月23日、小樽市指定歴史的建造物（第13号）に指定。北側を小樽市博物館として活用。
・1990年（平成2年）中央事務棟を喫茶小樽運河倶楽部・小樽観光協会、南側を運河プラザとして活用開始。
・2018年（平成30年）5月24日、「荒波を越えた男たちの夢を紡いだ異空間〜北前船寄港地・船主集落」の日本遺産 構成文化財に認定。
・2020年（令和元年）　中央事務棟を小樽百貨UNGA↑として活用。
・2024年（令和6年）　3月31日　運河プラザ閉鎖。10月11日　ルタオ運河プラザ店開店。
・2025年（令和7年）2月4日、「北海道の『心臓』と呼ばれたまち・小樽」の日本遺産 構成文化財に認定。

## 建物

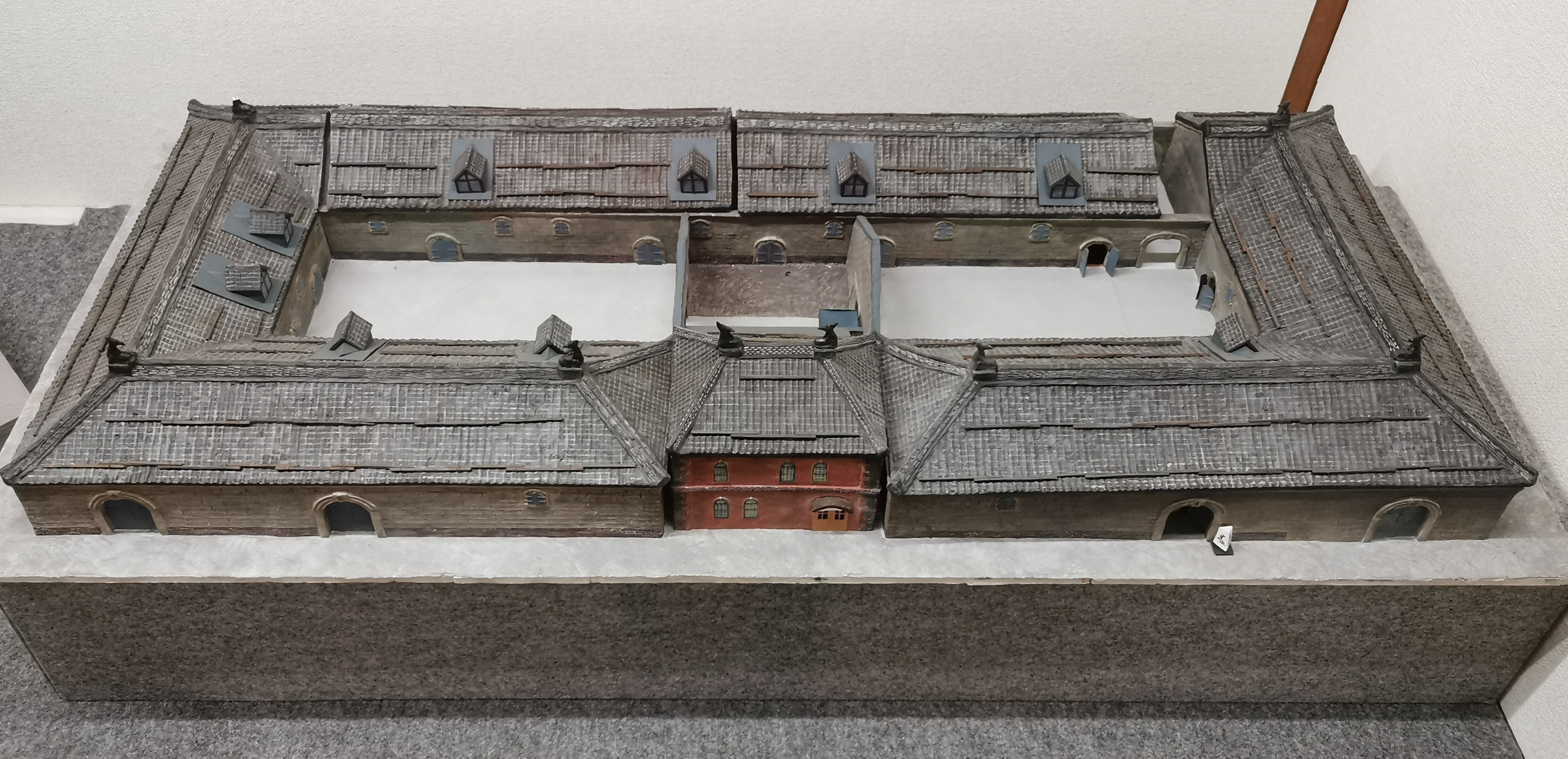
旧小樽倉庫の模型（小樽市総合博物館所蔵）

小樽運河沿い（小樽市色内2丁目1番20号）に位置しており、同地域が埋め立てられた直後の1890年（明治23年）から1894年（明治27年）にかけて加賀の商人である西出孫左衛門と西谷庄八によって建てられた北海道初の営業用倉庫である。

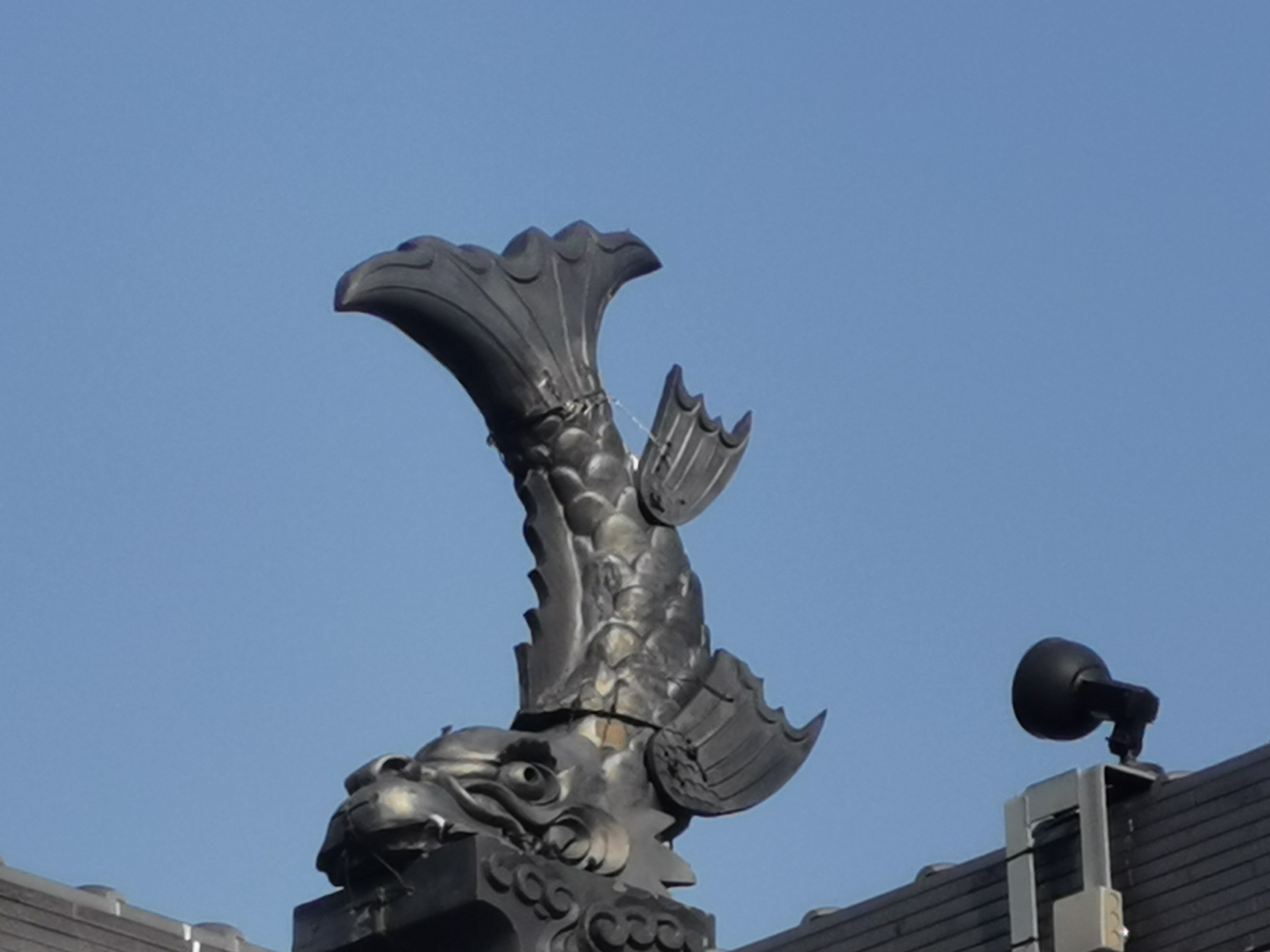
小樽倉庫に掲げられた鯱

構造は倉庫が木骨石造1階建、事務所が木骨煉瓦造2階建である。木骨石造は木造の外壁に軟石を張った小樽市の倉庫建築にみられる独特の様式で、一方で瓦屋根に8つの鯱をのせた和洋折衷のデザインとなっている。
北前船経営で発展した加賀の商人・西谷家が汽船「北海丸」「小島丸」を新造したが、小樽には汽船運送に不可欠な大型倉庫がなかったことから、加賀の商人である西出孫左衛門と西谷庄八によって建てられた。同じく創立された㈱小樽倉庫として、穀物や海産物の預受けに使用された。
建築当時の明治中期の小樽は近江商人と越後商人の二大勢力が北前船という運輸を武器に小樽の町の整備を図っていたが、その新興勢力として「加賀・越後・能登」の「加越能商人」が新興勢力として頭角を現し始めた頃で、その勢力が建築に現れているともいえる。
運河に面した事務棟を中心として、左右に平屋の倉庫6棟が「ロ」の字状に並ぶ。中央にはかつて木造の荷捌き所があり、倉庫内や荷物の情報を漏れないようにしながら、効率よく出し入れが出来る機能的な構造であった。
事務棟の1階部分は創立当初、荷馬車の入り口も遮断するために通路になっていた。

## 利活用

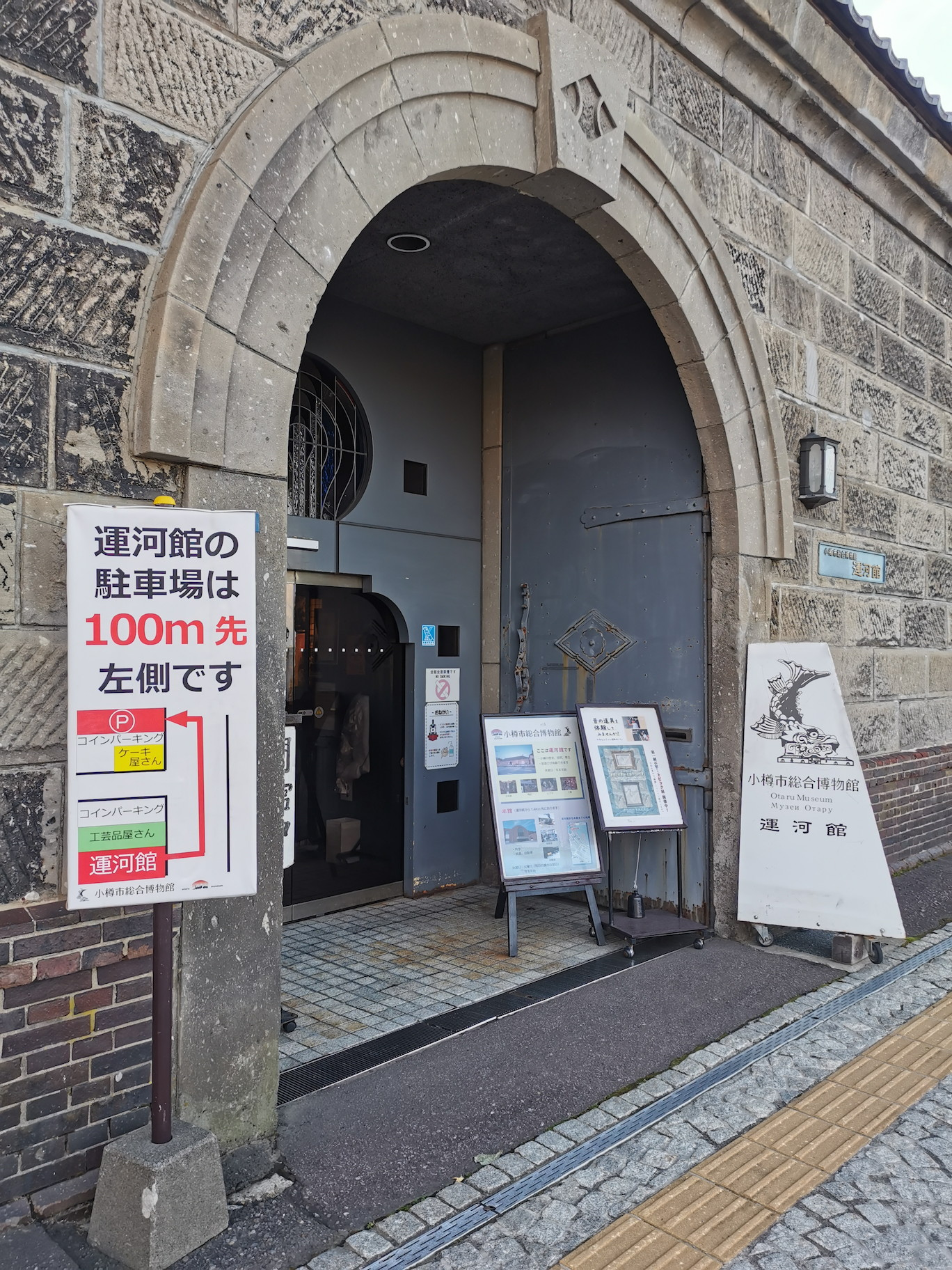
小樽市総合博物館運河館

### 北側
小樽市博物館（1985年～）
　2007年に手宮に小樽市総合博物館本館ができたことから、小樽市総合博物館　運河館に改称。

　北前船や鰊漁をはじめとした小樽市の歴史と自然環境を展示。
中央事務棟

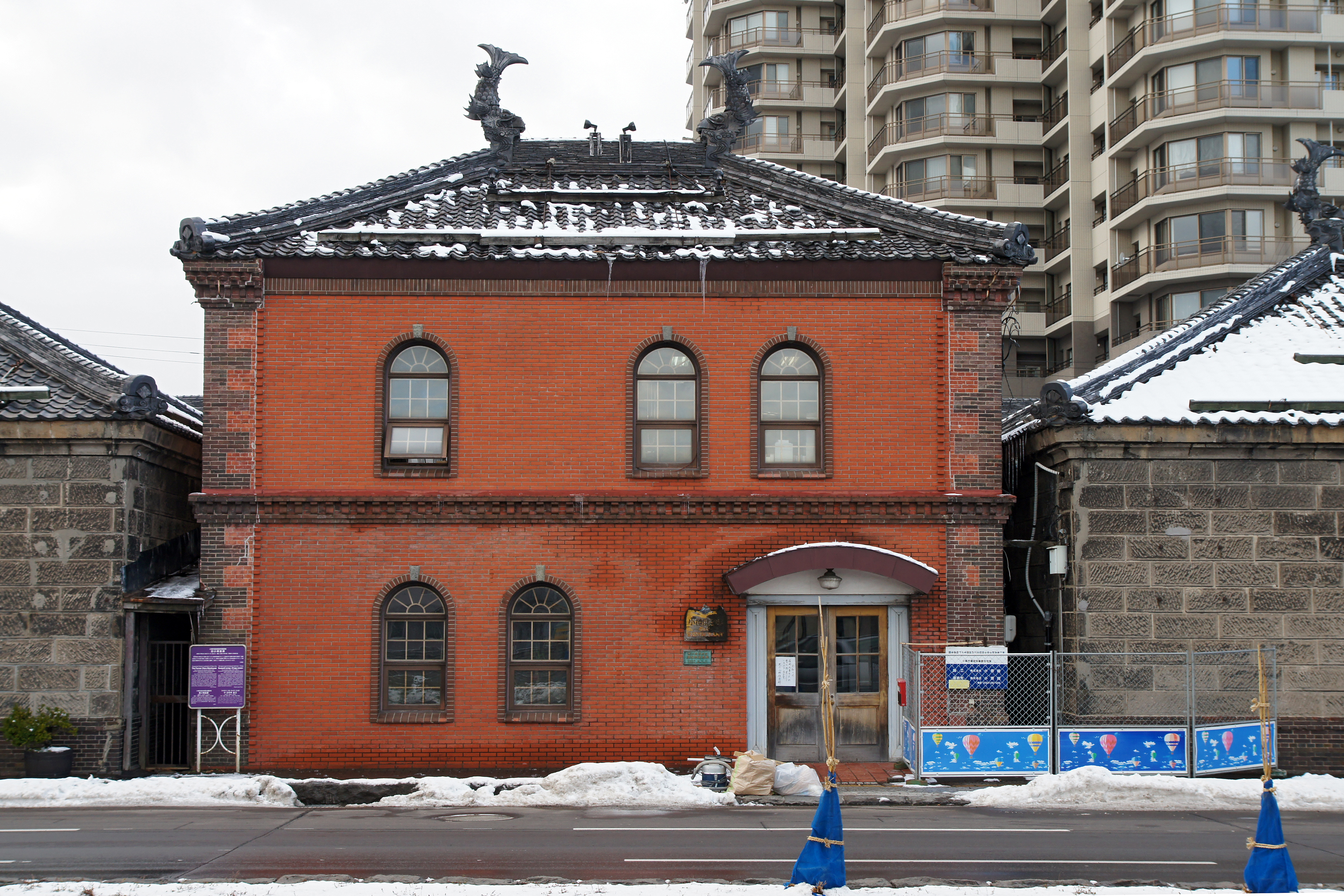
中央事務所（2011年）

　喫茶小樽運河倶楽部（1990年～2018年）
　小樽観光協会（1990年～2017年）
　小樽百貨UNGA↑（2020年～）
　赤井川のアリスファームが事務所の一階を活用して「喫茶小樽倶楽部」を開店したが、この時から運河が半分埋め立てられる1986年（昭和61年）ごろまで、運河保存運動の関係者が多数関わっている。（石塚雅明氏、柳田良造氏、山口保氏、佐々木一夫氏）
　その後、経営は当時花月堂の社長であった坂田榮子氏が引き継ぎ、花月堂の和菓子やケーキが提供されていた。
　小樽百貨UNGA↑は小樽の歴史や文化にちなんだ商品と、北前船の寄港地の品を取り扱うセレクトショップ。

### 南側
運河プラザ（1990年～2024年）
　ルタオ運河プラザ店（2024年～）

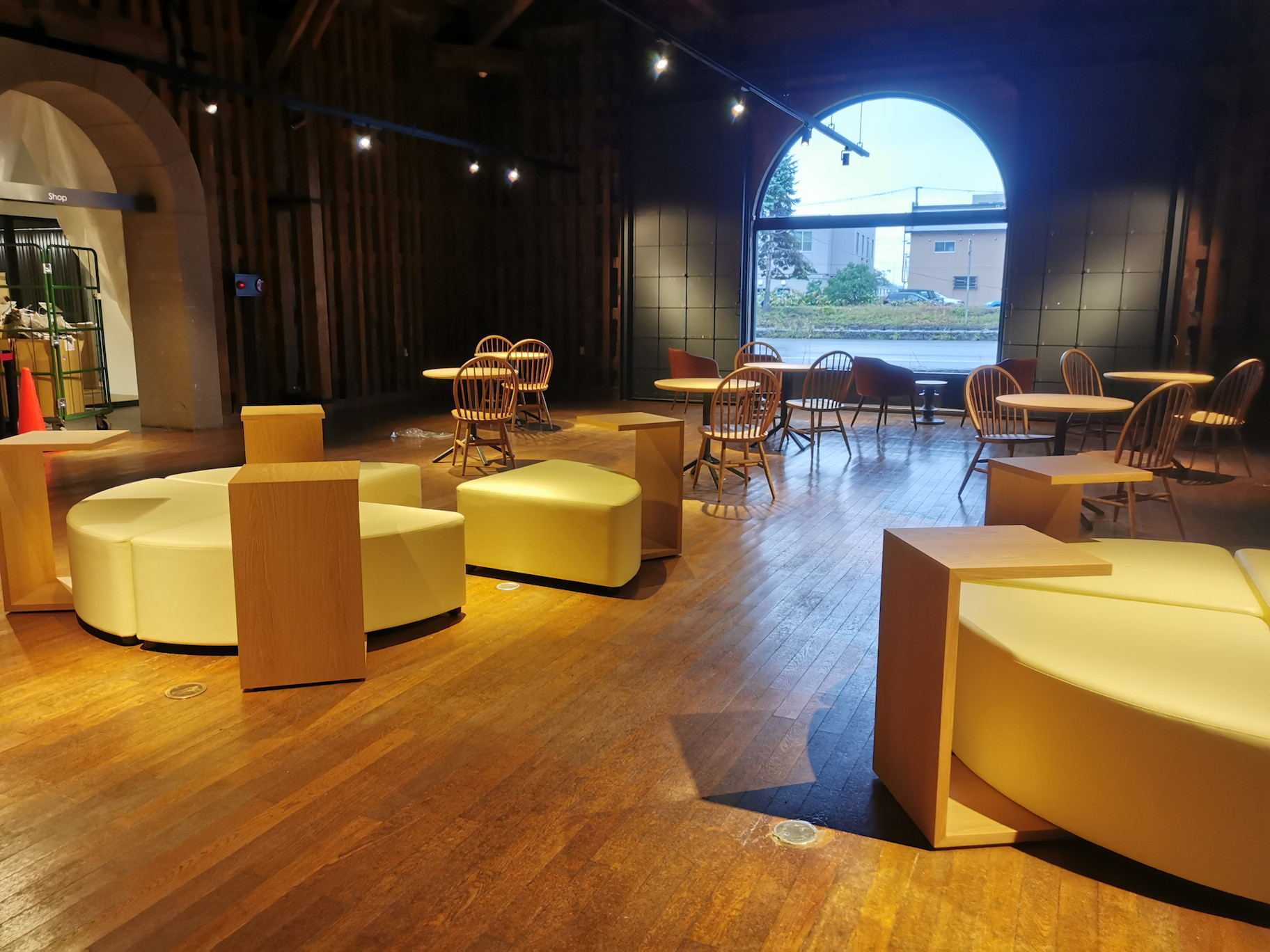
ルタオ一番庫

　旧小樽倉庫南側は長年にわたり小樽運河プラザとして活用されてきたが、小樽港第3号ふ頭付近に新設された「小樽国際インフォメーションセンター」への観光案内所機能の移転に伴い、2024年（令和6年）3月末をもって閉鎖された。その後、小樽市は再活用に向けた公募型プロポーザルを実施し、北海道の洋菓子ブランド「ルタオ」を運営する株式会社ケイシイシイが新たな貸付事業者に選定された。これを受けて2024年10月にルタオ運河プラザ店としてリニューアルオープンしている。元の姿を生かす形で、1番庫はテイクアウトコーナーとバー、フリースペース小樽の歴史案内、2番庫はスイーツ、工芸品販売、3番庫はカフェレストランとして活用。（3番庫のみ3月オープン）

## 運河プラザ

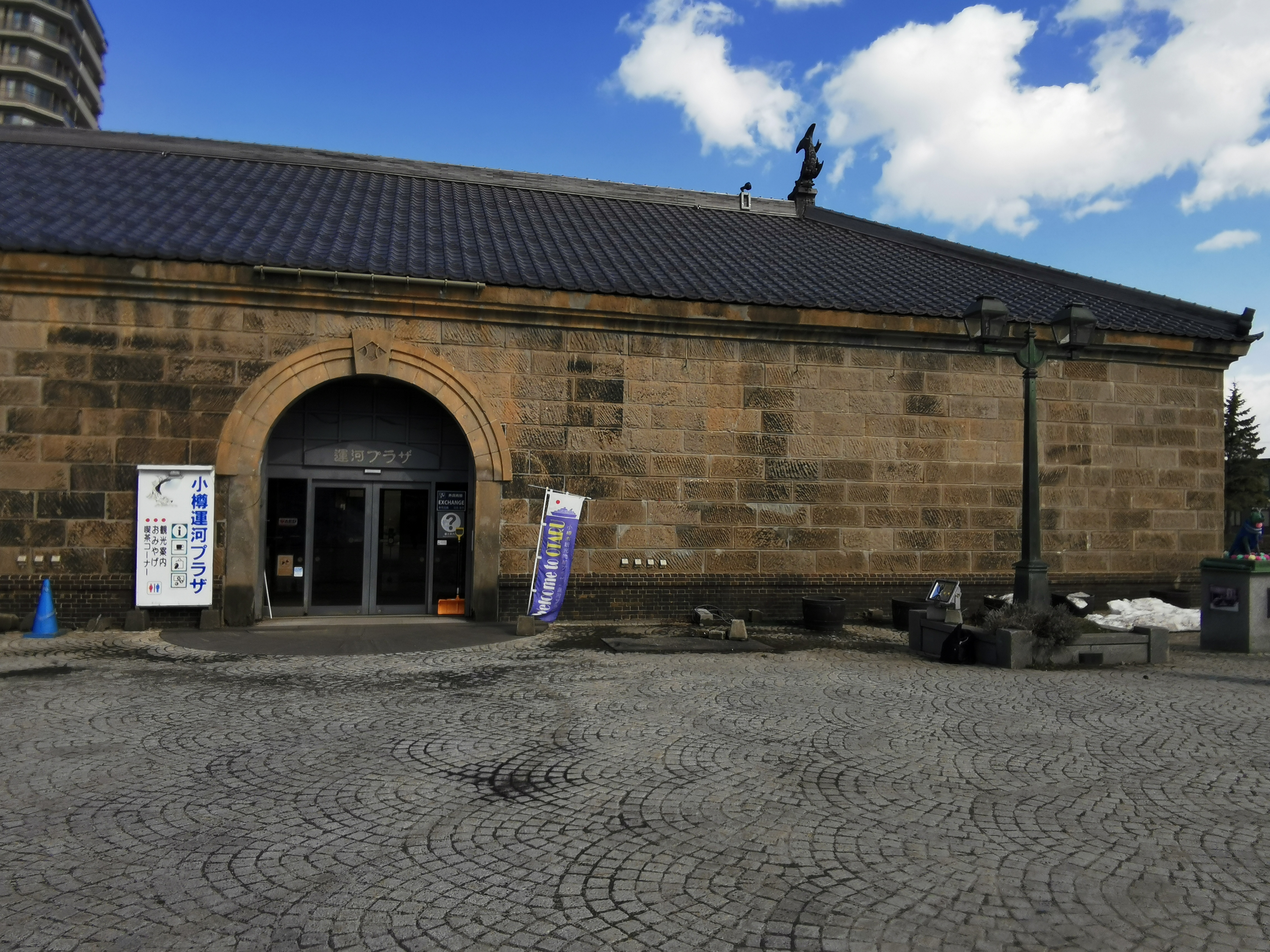
旧小樽倉庫（2024年運河プラザ時代）

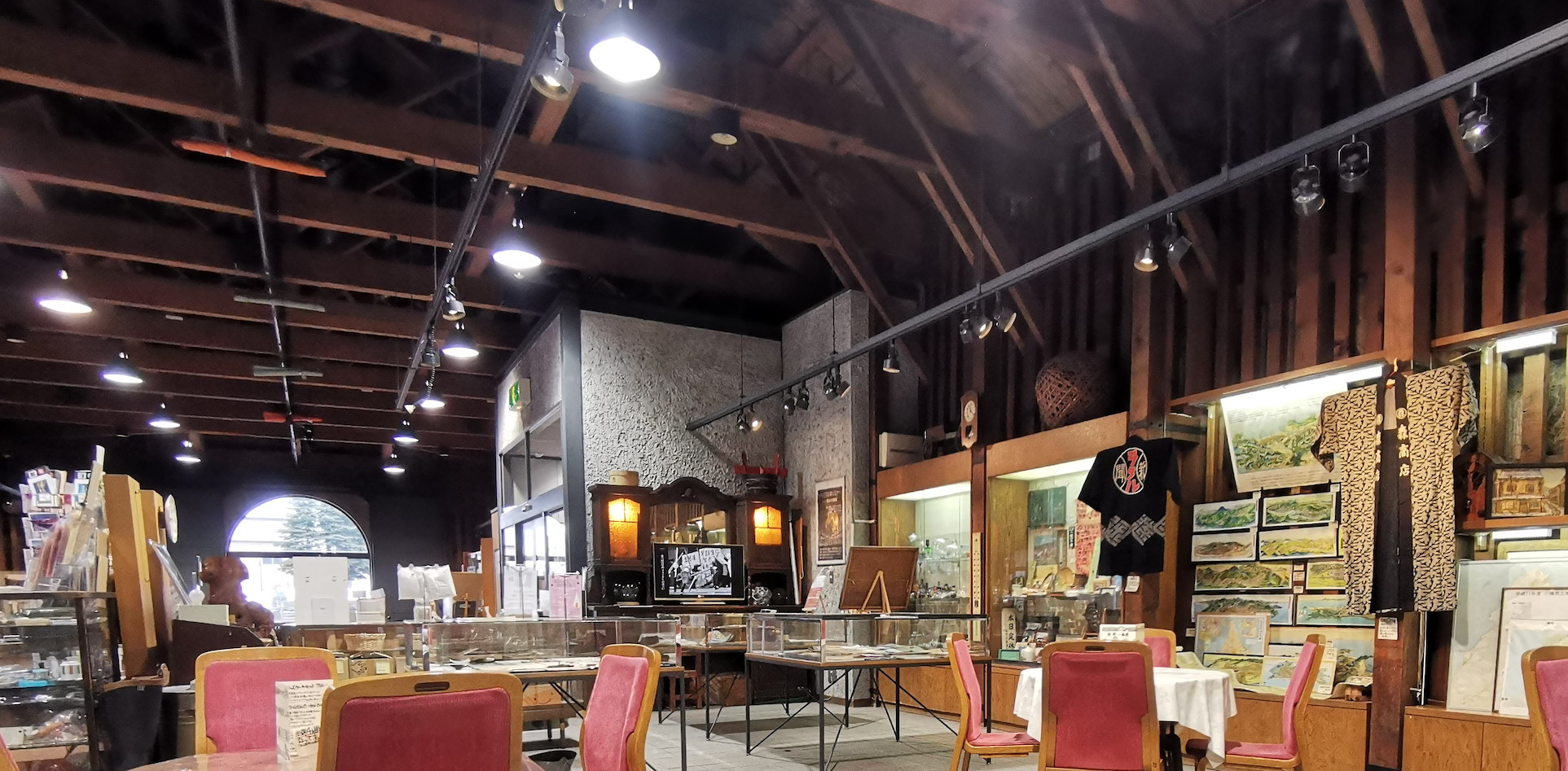
運河プラザ一番庫

1983年から小樽市が工芸品の工房を集めた「クラフトセンター」の設置を検討して長年議論を重ねてきたが、1988年には消防法や周辺のガラス工房が複数オープンしたことを理由の一つに当初計画を断念、観光物産館に変更。

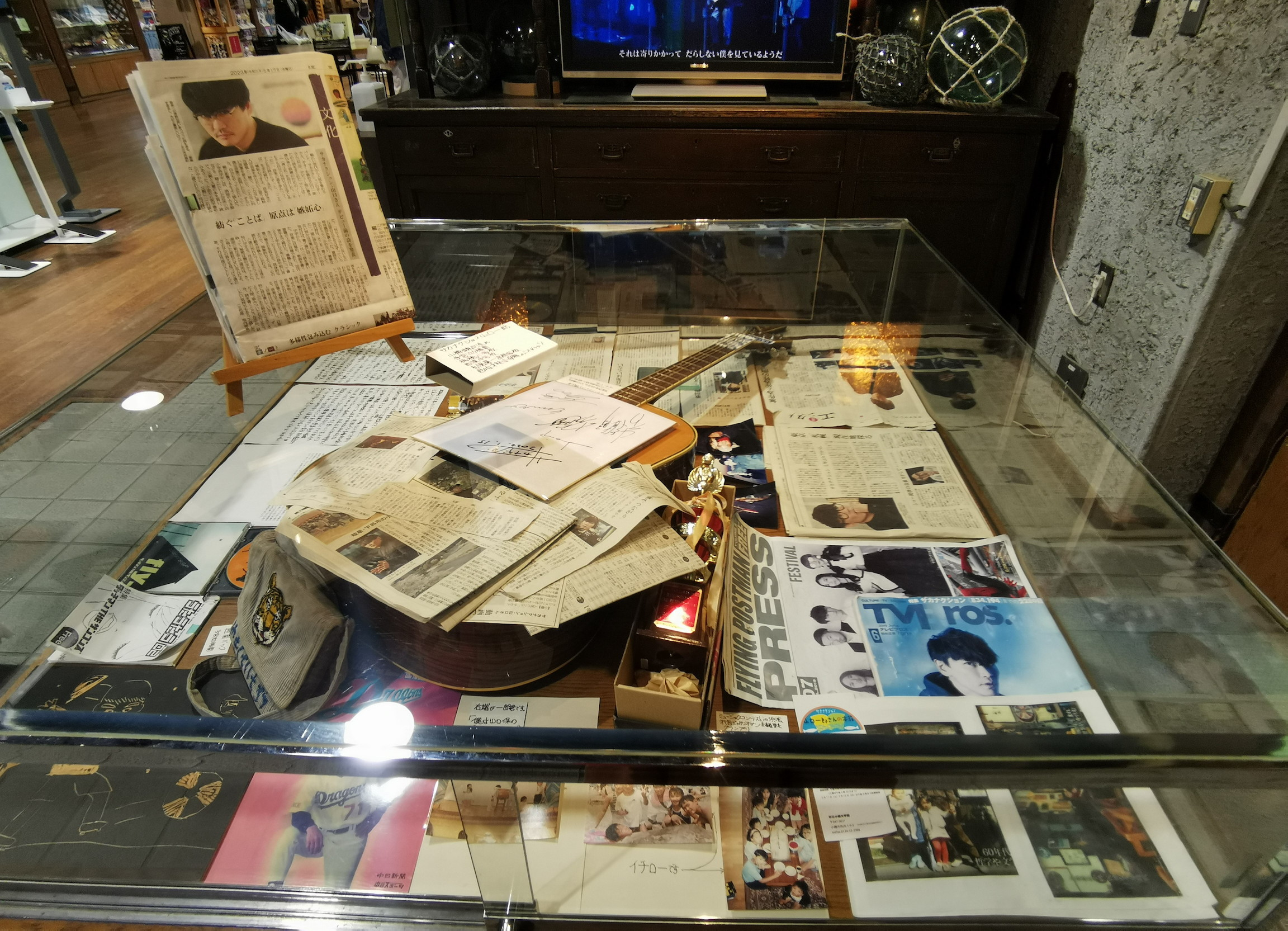
サカナクション山口一郎の展示

　1990年3月31日に小樽の物産やガラスの展示販売、小樽観光案内所、イベントホールとしてオープン。指定管理者は小樽観光協会。　内装で覆わず昔のままの姿で利用されており、木柱や石壁それらを繋ぐ「かすがい」などが見え、小樽歴史的建造物について学べる生きた教材と称され、歴史・機能・立地に優れた小樽観光の要の場所として活用された。

### 利活用に関して
一番庫は、小樽観光案内所の他に小樽近郊のパンフレットが並び、姉妹都市ダニーデン・韓国・ソウル特別市江西区の工芸品の展示、写真家「岡田明彦」氏の昭和30年代の小樽の写真の展示、2008年オープンの「喫茶一番庫」ではマスター佐々木一夫氏の大正・昭和時代を中心とした小樽に縁あるコレクションや、小樽の古地図、マッチのコレクション、サカナクションのボーカル山口一郎ゆかりの品々が展示（運河プラザ閉鎖後は小樽文学館へ移設）、更に小樽の歴史のDVDの上映がされ小樽の別側面の歴史を感じることができた。
　おたる案内人ガイドクラブの待機所などで活用されていたほか、冬に行われていた「小樽ゆき物語」では、学生によるワイングラスタワーの展示も見どころの一つであった。
　三番庫は、数多くの展示や発表会の他、おたる潮まつりの練習、小樽雪あかりの路のボランティアスタッフの詰め所などにも活用された。
　小樽雪あかりの路の会場として前庭や中庭も活用されており、多くの観光客が訪れた。
　コロナ禍の中、中止になった2020年の潮まつりの動画撮影は3番庫、オンライン開催となった2021年は中庭で行われた。

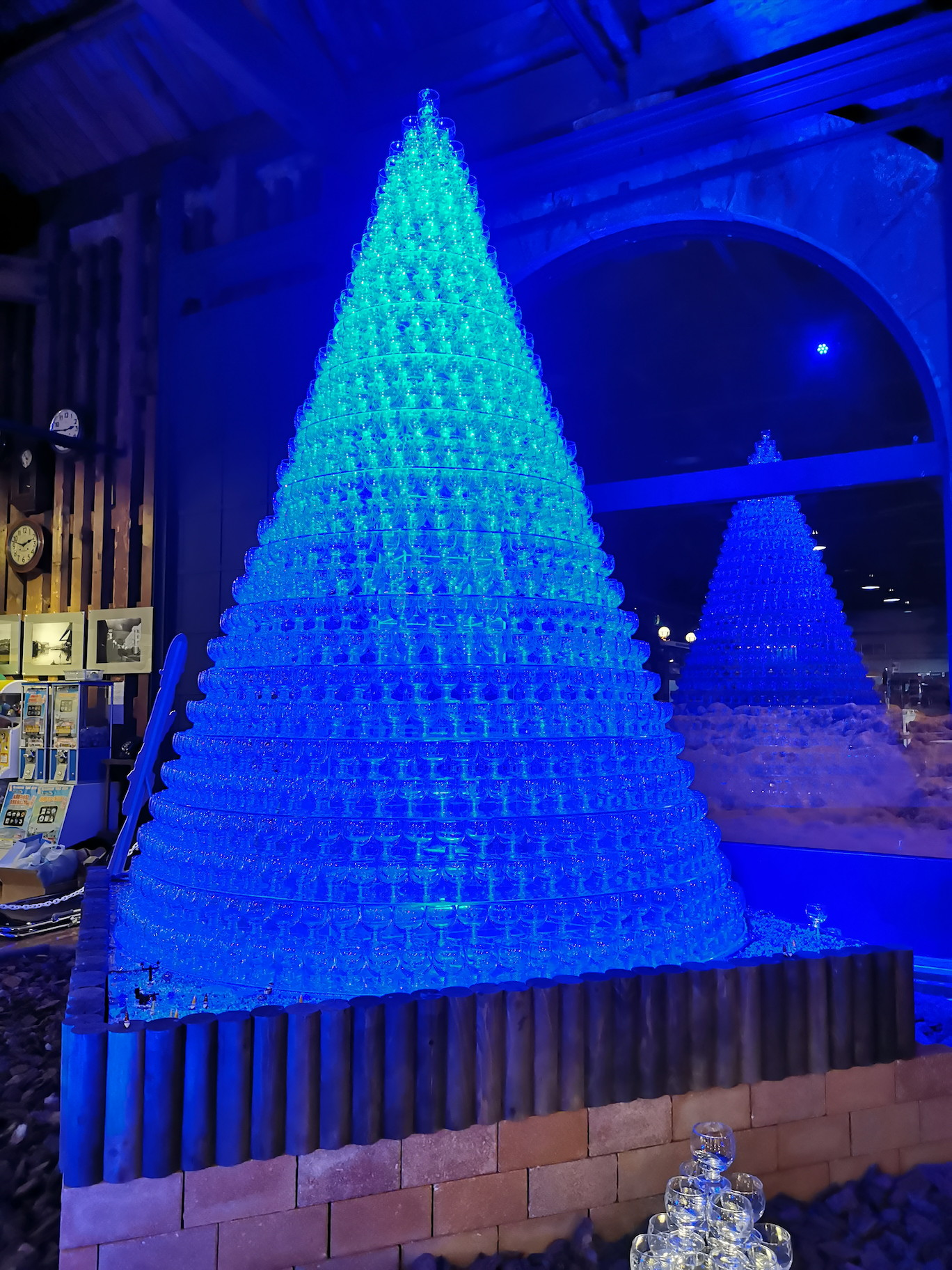
ワイングラスタワー（2022）

### 運河プラザ閉鎖に関して
「小樽国際インフォメーションセンター」に物産機能や案内所の移転に伴い、民間に貸し出すことが決まり、運河プラザが3月31日で閉鎖されることが2023年12月31日に報道され、公募の在り方や活用方法を巡って議論や署名活動が起きた。
2024年1月末から利用存続を求める署名活動が有志によって行われ、3週間で1582人の署名が集まった。署名活動がはじまると、市は貸し出し条件に一番庫の3分の2をフリースペースとすることを条件に追加した。
北海道新聞の「運河プラザ考」の連載では、「市民が主役。市は市民の納得する形で進めるようにするべき」「外からの知恵を入れ、地域をどうしたいのかグランドデザインを市が示すべき」「利用が少なくなり、役目を果たしたのならともかく、現時点でなぜ閉鎖するのか理解できない。旧小樽倉庫は運河と対の存在であり、小樽にとって大切な存在。いまのまま存続が一番」と閉鎖を再考するように促す意見が掲載された。
3月31日の営業最終日にかけて、有志によるお別れイベントが行われ、メッセージボードには多数・多言語のメッセージが寄せられた。

## 敷地内の銅像・モニュメント

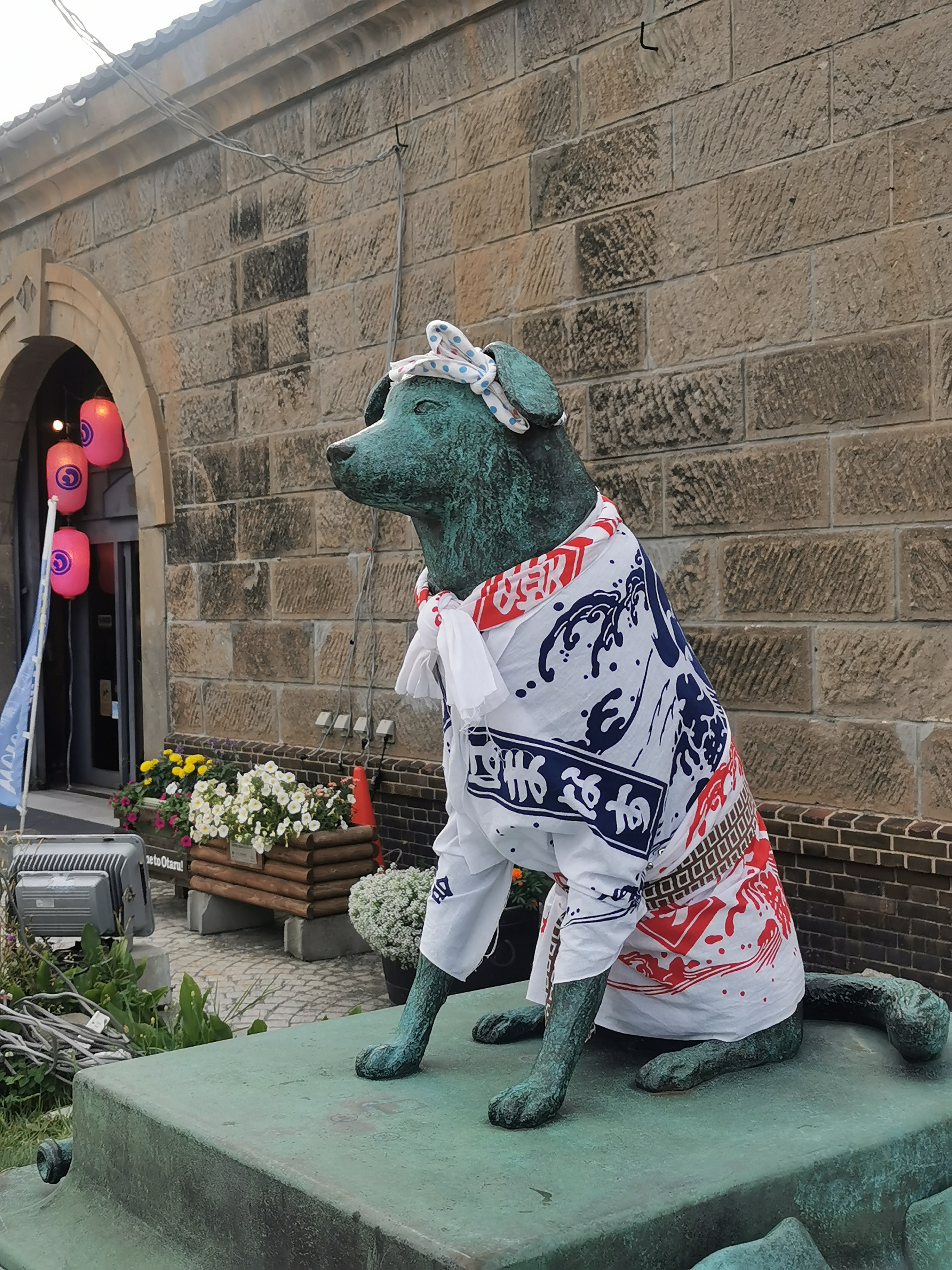
潮まつり開催中のぶん公

小樽市制70周年記念　小樽の四季　風に吹かれて　
1992年8月31日設置　制作はザ・グラス・スタジオ イン オタル
消防犬　ぶん公の銅像
2006年7月21日設置　大正～昭和に小樽で活躍した消防犬、ぶん公の銅像。消防・防火の意識を多くの人に感じてもらうために設立された。
北側の小樽市総合博物館運河館には、ぶん公のはく製がある。
不定期に衣装が変わっており、小樽観光協会のスタッフの手によるもの。

## ロケ地としての利用
映画『Love Letter』（1995年、岩井俊二監督）でガラス工房を探すシーンで運河側の通りが登場。
Netflix『First Love 初恋』（2022年、寒竹ゆり監督）で7話の面会交流のシーンで中央通側の通りが登場。
1. 1 2 3 4 5 6 7  “小樽市指定歴史的建造物　第１３号　旧小樽倉庫 | 小樽市”. www.city.otaru.lg.jp. 2025年7月9日閲覧。
2. 1 2  “日本遺産の認定について | 小樽市”. www.city.otaru.lg.jp. 2025年7月9日閲覧。
3. 1 2  “北海道の『心臓』と呼ばれたまち・小樽”.   小樽市 (2025年2月4日). 2025年7月9日閲覧。
4. 1 2 3 4 5 6 7 8 9 10 11  高野宏康「旧小樽倉庫」『小樽チャンネルMagazine』2024年4月号
5. ↑  “第１２章 運河～ その3”. 小樽商工会議所. 2025年7月9日閲覧。
6. 1 2 3  “旧小樽倉庫に10/11ルタオ運河プラザ店オープン”. 小樽ジャーナル (2024年10月10日). 2025年7月9日閲覧。
7. ↑  『小樽の建築探訪』北海道新聞社、8/1 エラー: 日付が正しく記入されていません。（説明）、42頁。
8. ↑  “旧小樽倉庫｜小樽のおすすめ観光スポット｜小樽めぐりたい”. 小樽に遺る歴史や文化を載せた商品と、北前船の寄港地の良品をお届け UNGAPLUS（うんがぷらす）. 2025年7月9日閲覧。
9. 1 2  高野宏康「旧小樽倉庫事務所」『小樽チャンネルMagazine』（Vol.25、2017年12月号）
10. ↑  “小樽に遺る歴史や文化を載せた商品と、北前船の寄港地の良品をお届け UNGAPLUS（うんがぷらす）”. 小樽に遺る歴史や文化を載せた商品と、北前船の寄港地の良品をお届け UNGAPLUS（うんがぷらす）. 2025年7月10日閲覧。
11. 1 2 3  “旧小樽倉庫南側（旧運河プラザ）の貸付け公募型プロポーザルの審査結果について | 小樽市”. www.city.otaru.lg.jp. 2025年7月9日閲覧。
12. ↑  “旧小樽倉庫に10/11ルタオ運河プラザ店オープン”. 小樽ジャーナル (2024年10月10日). 2025年7月9日閲覧。
13. ↑  北海道新聞　小樽後志欄　1988年（昭和63年）11月29日
14. ↑  “ありがとう！運河プラザ | 小樽観光協会公式サイト「おたるぽーたる」：北海道小樽へようこそ！”. 2025年7月9日閲覧。
15. 1 2  「運河プラザ考①小樽市文化財審議会会長・駒木定正さん（72） 「市民が主役」道筋見えず」北海道新聞　小樽後志欄　2024年（令和6年）3月28日
16. ↑  “雨の中開幕！ 小樽ゆき物語･余市ゆき物語2023”. 小樽ジャーナル (2023年11月1日). 2025年7月9日閲覧。
17. ↑  “小樽雪あかりの路26・運河プラザ前庭.中庭(2/11) | 小樽観光協会公式サイト「おたるぽーたる」：北海道小樽へようこそ！”. 2025年7月9日閲覧。
18. ↑  おたる潮まつり (2020-07-24), Zoom潮音頭⑳ふれこみ 2025年7月9日閲覧。
19. ↑  “「第55回おたる潮まつり」みんなで踊ろう！オンラインで潮音頭…(7/24)運河プラザ中庭 | 小樽観光協会公式サイト「おたるぽーたる」：北海道小樽へようこそ！”. 2025年7月9日閲覧。
20. ↑  2023年12月31日付北海道新聞朝刊小樽・後志欄
21. ↑  “市長記者会見記録令和6年1月30日 | 小樽市”. www.city.otaru.lg.jp. 2025年7月9日閲覧。
22. ↑  “市長記者会見記録令和6年2月21日 | 小樽市”. www.city.otaru.lg.jp. 2025年7月9日閲覧。
23. ↑  “小樽運河プラザ利用存続を求め署名と要望書提出”. 小樽ジャーナル (2024年3月5日). 2025年7月9日閲覧。
24. ↑  「運河プラザ利用継続願い署名1528人 小樽の藤間さん、市に提出」北海道新聞　小樽後志欄　2024年（令和6年）3月5日
25. ↑  「運河プラザ考⑥小樽運河を守る会元幹事・山口保さん（76） 外からの知恵入れ議論を」北海道新聞　小樽後志欄　2024年（令和6年）4月5日
26. ↑  「運河プラザ考②元小樽市長・山田勝麿さん（８５）　いまのまま存続が一番」北海道新聞　小樽後志欄　2024年（令和6年）3月29日
27. ↑  “運河プラザ閉館 小樽市民とこれまでに感謝”. 小樽ジャーナル (2024年4月1日). 2025年7月9日閲覧。
28. ↑  “消防犬｢ぶん公｣の勇姿戻る！ブロンズ像で復活！”. 小樽ジャーナル (2006年7月14日). 2025年7月9日閲覧。